# Some Might Say
"Some Might Say" é uma canção da banda de rock britânica Oasis. É a sétima faixa e primeiro single do álbum de estúdio (What's the Story) Morning Glory?, sendo lançado como single em 24 de abril de 1995.
Foi o primeiro single do Oasis a alcançar a primeira posição no UK Singles Chart, permanecendo 27 semanas nas paradas do Reino Unido.
Está presente no CD ao vivo MTV Unplugged (Live at Hull City Hall) de Liam Gallagher.

## Faixas[2]
| N.º | Título           | Duração |  |
| 1.  | "Some Might Say" | 5:28    |  |
| 2.  | "Talk Tonight"   | 4:27    |  |
| 3.  | "Acquiesce"      | 4:30    |  |
| 4.  | "Headshrinker"   | 4:44    |  |

## Paradas e posições
| País/Parada (1995)                  | Melhor posição |
| ----------------------------------- | -------------- |
| Bélgica (Ultratop 50 da Valônia)    | 33             |
| Europa (Eurochart Hot 100)          | 3              |
| Finlândia (Suomen virallinen lista) | 9              |
| Islândia (Íslenski Listinn Topp 40) | 3              |
| Irlanda (IRMA)                      | 3              |
| Escócia (Scottish Singles Chart)    | 1              |
| Suécia (Sverigetopplistan)          | 7              |
| Reino Unido (UK Singles Chart)      | 1              |